# كورونا ريكاردو
كورونا ريكاردو (بالإنجليزية: Corona Riccardo)‏ هي ممثلة أمريكية، ولدت في 1878 في نابولي في إيطاليا، وتوفيت في 15 أكتوبر 1917 في كانساس سيتي في الولايات المتحدة.

## وصلات خارجية
- كورونا ريكاردو على موقع قاعدة بيانات برودواي على الإنترنت (الإنجليزية)